# هيروشي مينامي
هيروشي مينامي (بالكانا:みなみ ひろし) هو ممثل ياباني، ولد في 1928، وتوفي في 1989.

## وصلات خارجية
- هيروشي مينامي على موقع IMDb (الإنجليزية)
- هيروشي مينامي على موقع قاعدة بيانات الفيلم (الإنجليزية)